# Kyōko Iwasaki
Kyōko Iwasaki (jap. 岩崎 恭子 Iwasaki Kyōko; ur. 21 lipca 1978 w Numazu) – japońska pływaczka specjalizująca się w stylu klasycznym, mistrzyni olimpijska (1992).

## Kariera
Mając 14 lat i 6 dni, na igrzyskach olimpijskich w Barcelonie w 1992 roku zwyciężyła na dystansie 200 m stylem klasycznym i czasem 2:26,65 ustanowiła nowy rekord olimpijski. W konkurencji 100 m stylem klasycznym była trzynasta. Płynęła także w sztafecie 4 × 100 m stylem zmiennym, która zajęła siódme miejsce.
W 1995 roku podczas uniwersjady w Fukuoce zdobyła brązowy medal na 200 m żabką.
Rok później, na igrzyskach w Atlancie uplasowała się na dziesiątym miejscu na 200 m stylem klasycznym. Na dystansie dwukrotnie krótszym została sklasyfikowana na 22. pozycji.